# 伊诺森特·奎斯塔
伊诺森特·奎斯塔（西班牙語：Inocente Cuesta，1943年12月28日—），生于奥尔金，古巴男子篮球运动员。他曾代表古巴国家队参加1968年夏季奥林匹克运动会篮球比赛，获得第十一名。